# UTC+12:45

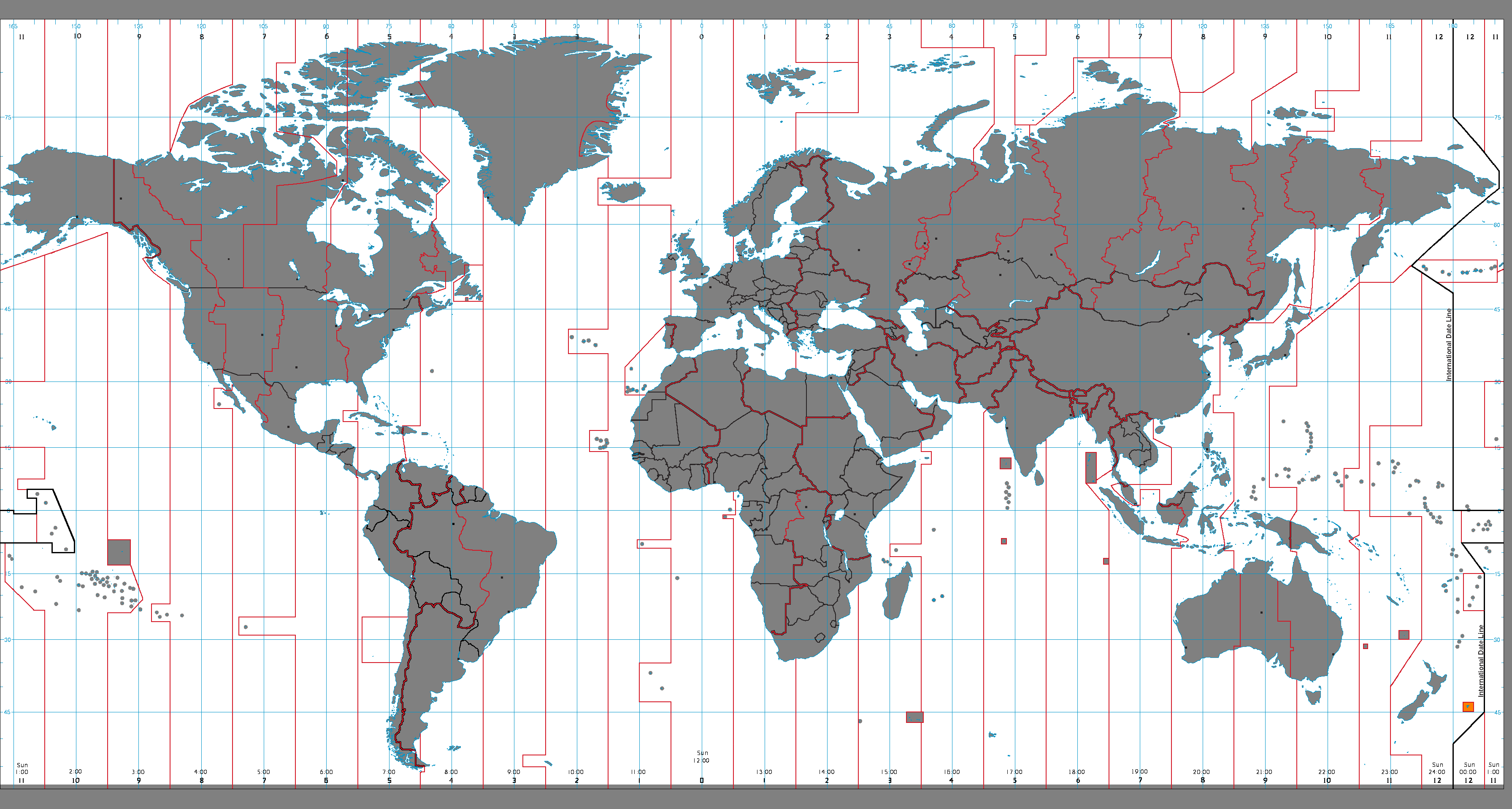
UTC+12:45

UTC+12:45 (M‡ – Montana‡) – strefa czasowa, odpowiadająca czasowi słonecznemu południka 168°45'W.

## Czas standardowy (zimowy) na półkuli południowej
Australia i Oceania:
- Nowa Zelandia (Wyspy Chatham)